# Hymenancora pecqueryi
Hymenancora pecqueryi är en svampdjursart som först beskrevs av Topsent 1892.  Hymenancora pecqueryi ingår i släktet Hymenancora och familjen Myxillidae. Inga underarter finns listade i Catalogue of Life.